# Waldbaum's Hamlet Cup 1993
Il Waldbaum's Hamlet Cup 1993 è stato un torneo di tennis giocato sul cemento. È stata la 13ª edizione del torneo, che fa parte della categoria World Series nell'ambito dell'ATP Tour 1993. Si è giocato al Hamlet Golf and Country Club di Commack, Long Island, New York negli Stati Uniti dal 23 al 29 agosto 1993.

## Campioni

### Singolare maschile
Marc Rosset ha battuto in finale  Michael Chang con il punteggio di 6–4, 3–6, 6–1

### Doppio maschile
Marc-Kevin Goellner /  David Prinosil hanno battuto in finale  Arnaud Boetsch /  Olivier Delaître con il punteggio di 6–7, 7–5, 6–2